# Adolf Brösamle
Adolf Brösamle (* 7. Juli 1904; † 13. März 1982) war ein deutscher Chemiker und Jurist.

## Werdegang
Brösamle schloss sein Studium in Tübingen und München als Diplom-Chemiker ab und promovierte 1937 an der Universität Tübingen zum Dr. rer. nat. Seit 1922 war er Mitglied der Verbindung Normannia Tübingen (1934–1936 Burschenschaft Normannia Tübingen).
Später war er Senatspräsident am Bundespatentgericht in München und von 29. Juli 1966 bis 31. Juli 1969 dessen Vizepräsident.